# Костел святого Станіслава (Щирець)
Костел святого Станіслава — визначна культова споруда й архітектурна пам'ятка у містечку Щирець. Збудований як оборонний храм. Внесений до реєстру пам'яток архітектури (охоронний номер 462/1-2). Зараз — храм парафії св. Станіслава, єпископа і мученика Львівської архидієцезії РКЦ в Україні.

## Відомості
Римо-католицька парафія в Щирці існувала у 1391 р., фундуш для неї записав Ян з Тарнова (староста генеральний Русі), а відновив у 1556 році король Сигізмунд II Август.
Первісно збудований у 1400 році. За традиціями середньовічного містобудування костел розташували на куті (південно-східному) центральної площі містечка — Ринок. Храм також був частиною укріплень міста і по периметру стін костелу існували бійничні отвори і кам'яна призьба для оборонців, які замурували під час реставрації костелу в 1912 році, присвяченому святкуванню 500-ліття Ґрюнвальдської битви. Автором переробленого проекту, за яким відновлювали храм, був Войцех Бреттнер (автором первісного, нереалізованого, Юзеф Горнунг).
У 1834 р. було знищено вежу, яку відновили також у 1912 році. Також на ній у 1910 р. було розташовано меморіальну таблицю з чорного мармуру на честь 500-річчя Грюнвальдської битви з написом «Пам'ятка Грюнвальдська 1410—1910».
У 1934 р. над входом до костелу розмістили меморіальну таблицю на честь 500-річчя смерті короля Владислава Ягайла з написом: «Королю Владиславу Ягайлу в 500-літню річницю смерті виражає повагу грод Щирецький 31 травня 1934».
Перед костелом знаходиться дзвіниця з арочними отворами, де були розташовані дзвони «Ян» (100 кг), «Флоріан» (183 кг) і «Станіслав» (500 кг).
Один з небагатьох діючих костелів за часів комуністично-більшовицького режиму.

## Світлини

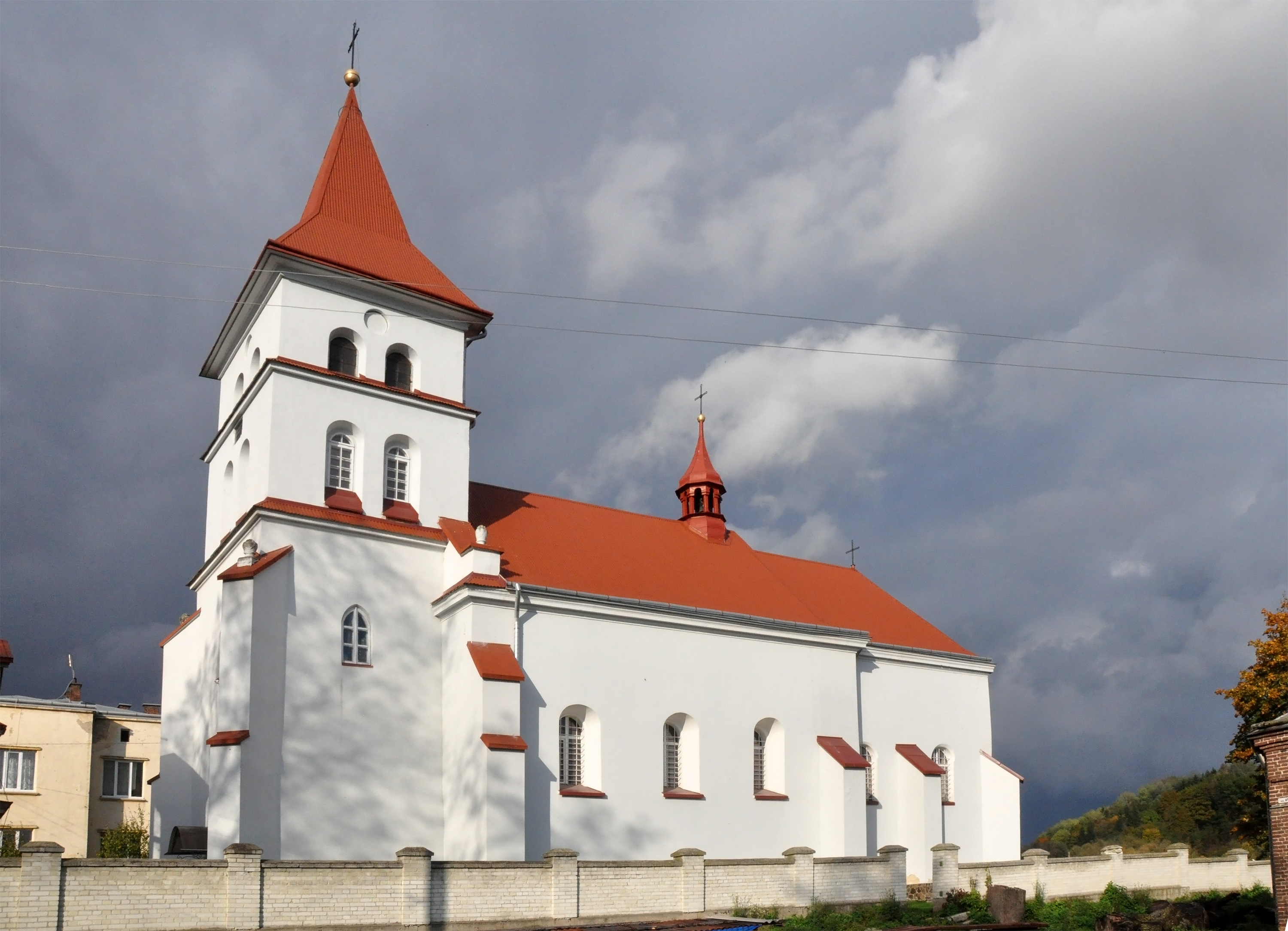
Вигляд з півдня, 2015 р.
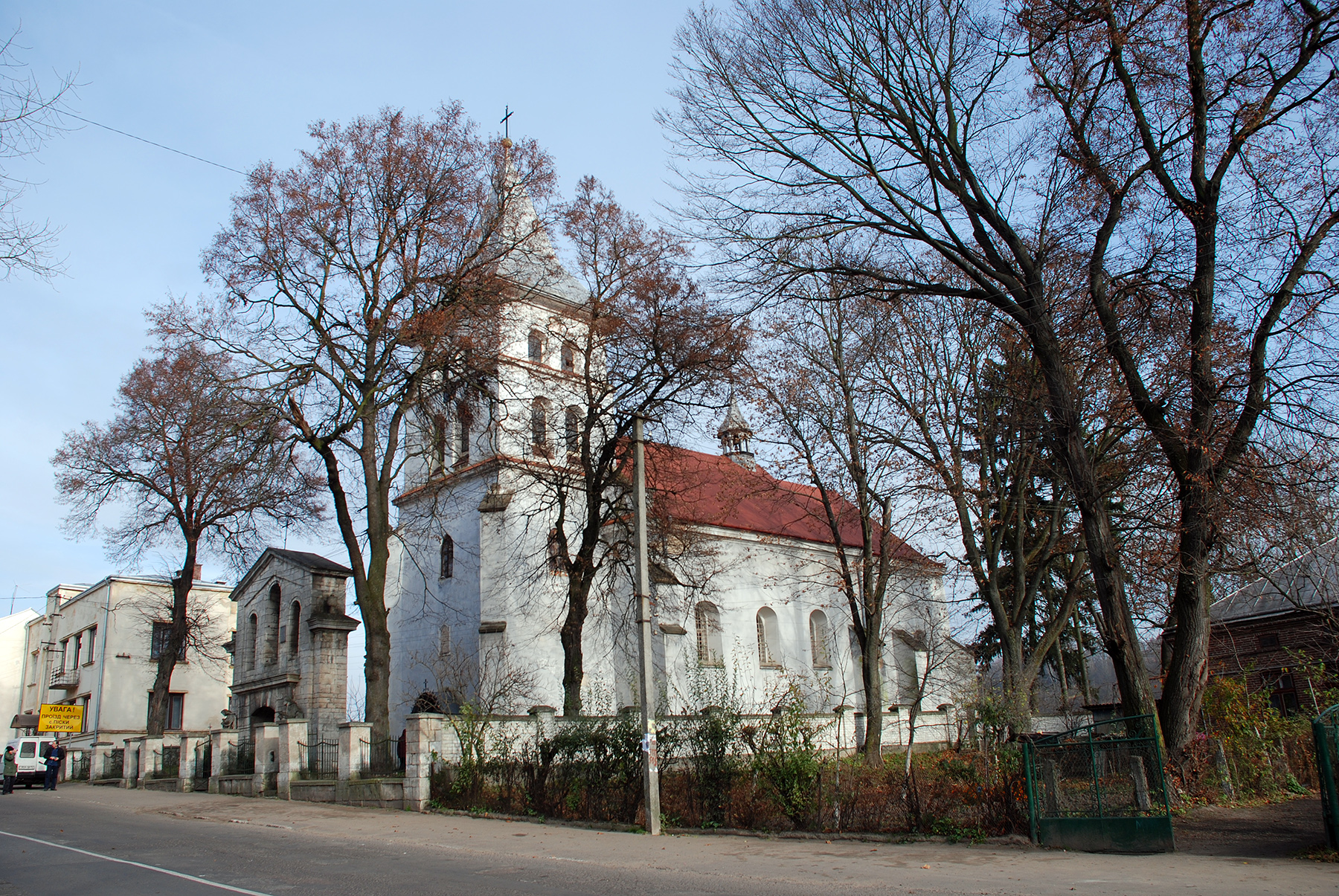
Костел у 2008 р.
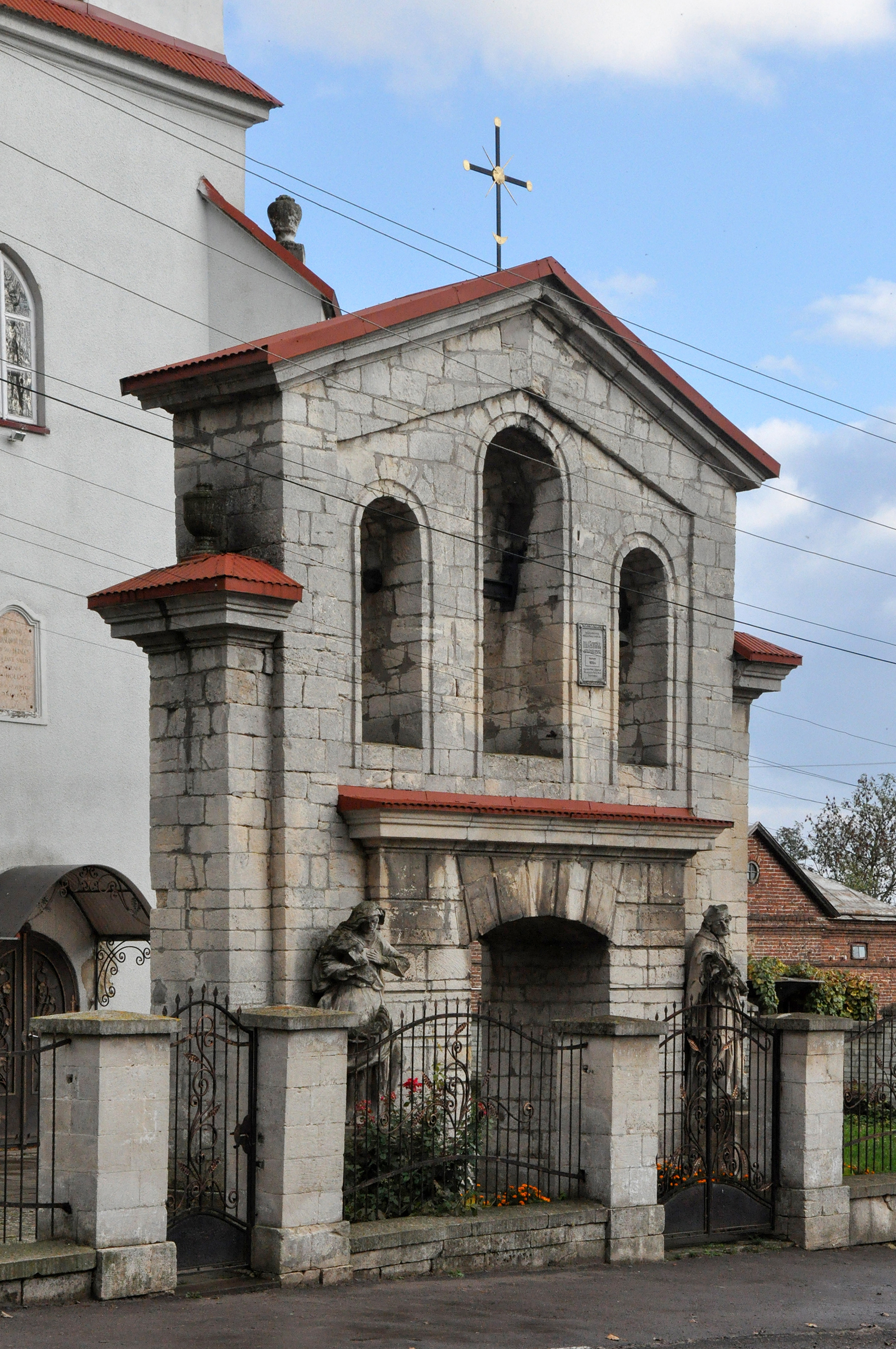
Дзвіниця костелу св. Станіслава